# La Faye
La Faye település Franciaországban, Charente megyében. Lakosainak száma 595 fő (2022. január 1.). La Faye Bernac, La Chèvrerie, Raix, Ruffec, Villefagnan és Courcôme községekkel határos.

## Népesség
A település népessége az elmúlt években az alábbi módon változott:
| Lakosok száma | 490  | 519  | 539  | 596  | 633  | 636  | 596  | 572  | 572  | 595  |
|               | 1968 | 1982 | 1990 | 2006 | 2013 | 2015 | 2017 | 2019 | 2020 | 2022 |